# 由利島
由利島（ゆりじま）は、伊予灘に位置し、愛媛県松山市に属する島。松山港の沖合の無人島である。面積0.61平方キロメートルの小島である。

## 概要
大小2つの島が潮流によって接合された陸繋島。砂州でつながった形をしており、それぞれ大由利、小由利（標高102.9メートル）と呼ばれている。両島とも安山岩でできており、標高174メートル。

## 歴史
松山市の遺跡（埋蔵文化財包蔵地）分布地図によると、島内には由利島遺跡（弥生時代の遺物散布地）・由利島大谷遺跡（中世の遺物散布地）・由利島長者屋敷遺跡（中世城館）という3遺跡が登載されている。小由利島の由利島遺跡からは、弥生時代中期の弥生土器として壺・高坏（たかつき）が多数出土しており、1世紀ごろに島が東九州、安芸、周防の中継地として栄え、この頃から人が住んでいたものと思われる。古代には周防国や安芸国、九州との中継地となっていたと見られている。大由利島山腹の夜叉ヶ宿や大谷からは土師器系と考えられる平安時代・鎌倉時代のかわらけ片、貝塚が出土している。
『風早郡地誌』には「由利島、東西十五町、周囲一里十町、樹木なく秣（まぐさ）あり。間に田畑を見る、島民居成すもの僅かに二戸、男女皆農を業とす」の記載があり、古くは採草地として利用されていた。かつては由利千軒と呼ばれるくらい沢山の人家があったと伝えられているが、13世紀後半の弘安年間（1278年-1288年）に地震（津波とする説もあり）により水没したといわれ、海中に井戸らしき石積みも散見されている。また民俗学者の宮本常一の取材によると17世紀の周防灘の大地震で西の島(大由利)が沈んだと記している。
付近の海域は古くから鰯などの好漁場として知られ、高浜港と二神島との漁民の間で漁場をめぐる争いが絶えなかった。近世には紀州の塩津村から漁期のみ人が住み着き、今日でいう入漁料を払って漁労を行っていた。後年、忽那諸島の二神島や長師（中島）だけでなく、安芸の瀬戸村や岩城島（越智諸島）などからも出漁する者が出て争いが絶えず、寛文9年（1669年）に議定書が交わされ、長師村杉野五右衛門、二神村源三郎、瀬戸の加藤太衛門の三人が干鰯の値段を合議することになった宮本常一によると17世紀の地震で島を捨てて三津浜の仮屋に移りさらに高浜の新苅屋へ移った。寛文年間に紀州の漁民がイワシ漁を操業しようとし、二神島では許可したが旧島民の新苅屋は反対して二神と新苅屋の間で漁民の争いが続いたという。
次第に二神島から漁民が移り住むようになり、特に昭和初期には好漁が続き、夏の漁期には数百人が暮らし、全盛期には浜に10基を超す鰯網の窯場が設けられた。太平洋戦争時には日本海軍により、大由利山頂に監視哨や高射砲陣地、探照灯が設置されていた。
以前は砂洲付近（通称明神）と北側の浜（砂浜）に集落があった。大由利には長者屋敷、寺床の地名が残り、最南端には1951年（昭和26年）に設置された灯台が立っており、島内には海食洞も見られる。砂洲の西側には池塘を掘削して出来た人工入江があり、由利漁港として市管轄の第一種漁港の指定を受けている。やがて不漁となったため、住民数は1955年（昭和30年）に75人、1960年（昭和35年）には21人と減少し、1965年(昭和40年)には最後の6人が島を離れ、無人島となった。砂州にはかつての集落跡、漁港跡があり、魚干し場や井戸の跡も残っている。

## 産業
寛文年間(1661-1673)のころからイワシ漁やタコ壺量が盛んになり、並行してイワシから取れるイリコ製造の窯場や煮干しづくりなど海産業で島は賑わっていた。かつては野生の鹿が島に住み着き、江戸時代末期には伊予松山藩が肉や毛皮を取っていたりもしたが外国人などがボートで上陸し鉄砲で鹿狩りをしたため絶滅した。山は肥沃であり、農作物としてサツマイモや麦、玉ねぎ、豆どを栽培しており、斜面は一面イモのツルなどで埋め尽くされていた。ミカン(温州みかん、伊予カン、ネーブル)の栽培なども斜面を使って積極的に行われていた。

## その他
- かつて無人島にも関わらず赤電話が引かれ、船舶の避難用、出作の人や漁民などの連絡用として用いられていた。家屋型の電話ボックスもあり、椎名誠はこの島を訪ねた際に赤電話を使用したことなどをエッセイで紹介している[15]。無人島時代にも年1、2回ほど使用料金の回収があり、2000～3000円ほどの公衆電話使用料があったという[16]。使用頻度が少ないために1986年（昭和61年）には一度撤去されるものの「海底ケーブルが故障するまで」との約束で二神島の住民が費用を負担することで再設置、存続されたがケーブルの切断により1993年（平成5年）2月には不通となり、電話機も撤去された[1]。
- 公職選挙法施行規則（昭和25年総理府令第13号）第16条に規定された「期日前投票又は不在者投票を行うことができる地域」の一つである（愛媛県内ではほかに四阪島が指定されている）[17]。2021年現在、無人島となって久しいものの、施行規則からは削除されておらず、このため松山市選挙管理委員会の期日前投票宣誓書には、期日前投票を行う事由の選択肢に「由利島に居住・滞在」が含まれている[18]。

### ロケ地としての利用
- 『進ぬ!電波少年』の無人島脱出企画の舞台である[19][20]。当時島は無人であったが、島内の山中に作業小屋が存在しRマニアが寝泊まりに使用した[21]。
- 2012年ごろからテレビ番組のロケ地として利用され、建物や設備の建設などが行われている[22]。
- 日本テレビ系列で放送中のバラエティー番組『ザ!鉄腕!DASH!!』の無人島「DASH島」の開拓企画の舞台について、日本テレビは明らかにしていないものの、インターネット上では由利島であるとされている[23]。『愛媛新聞』は2021年時点で、無人島を開拓するテレビ番組の企画などを除き、由利島に人が立ち入ることはほとんどないと報じている[24]。

## ギャラリー

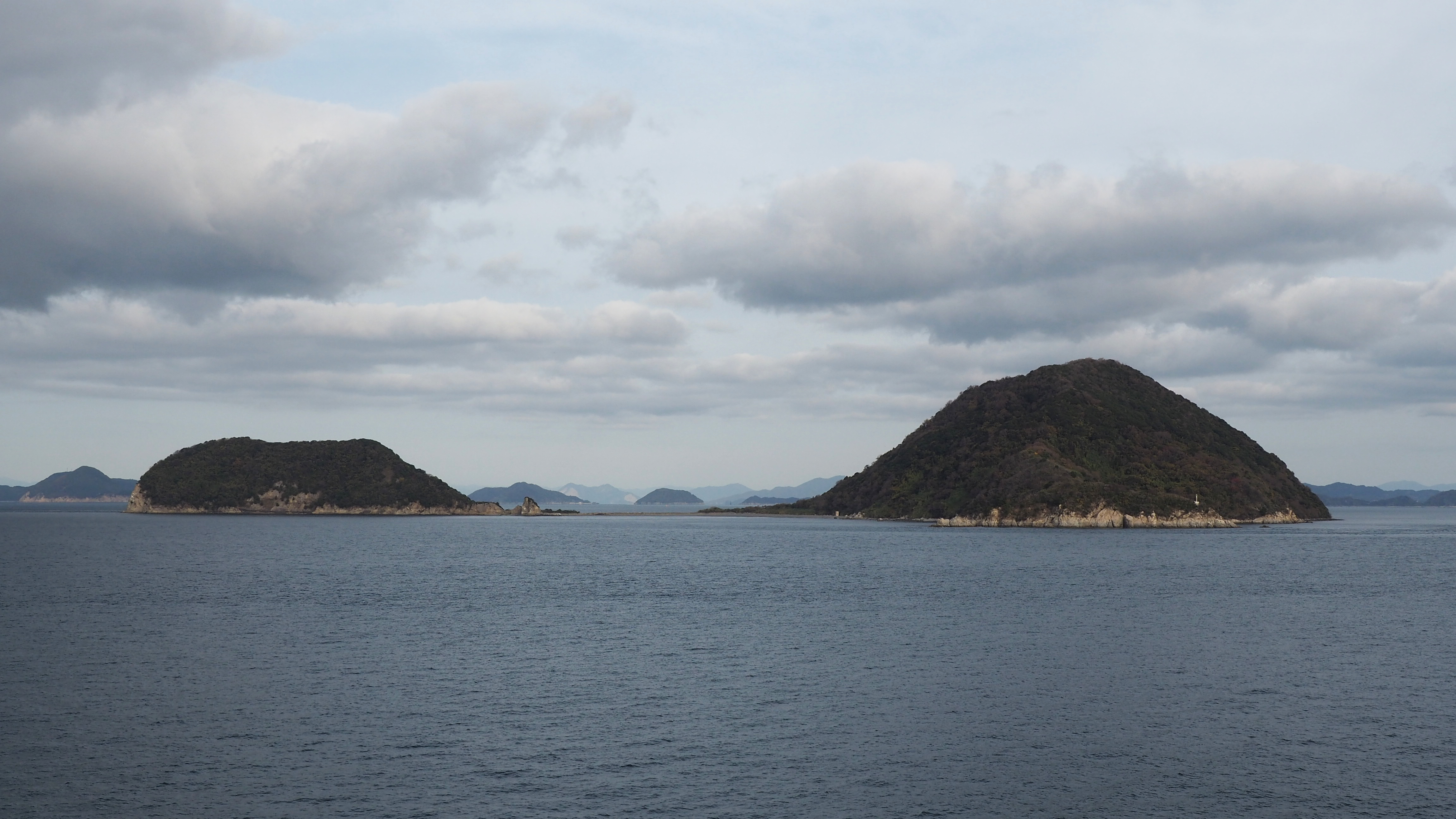
南から見た由利島
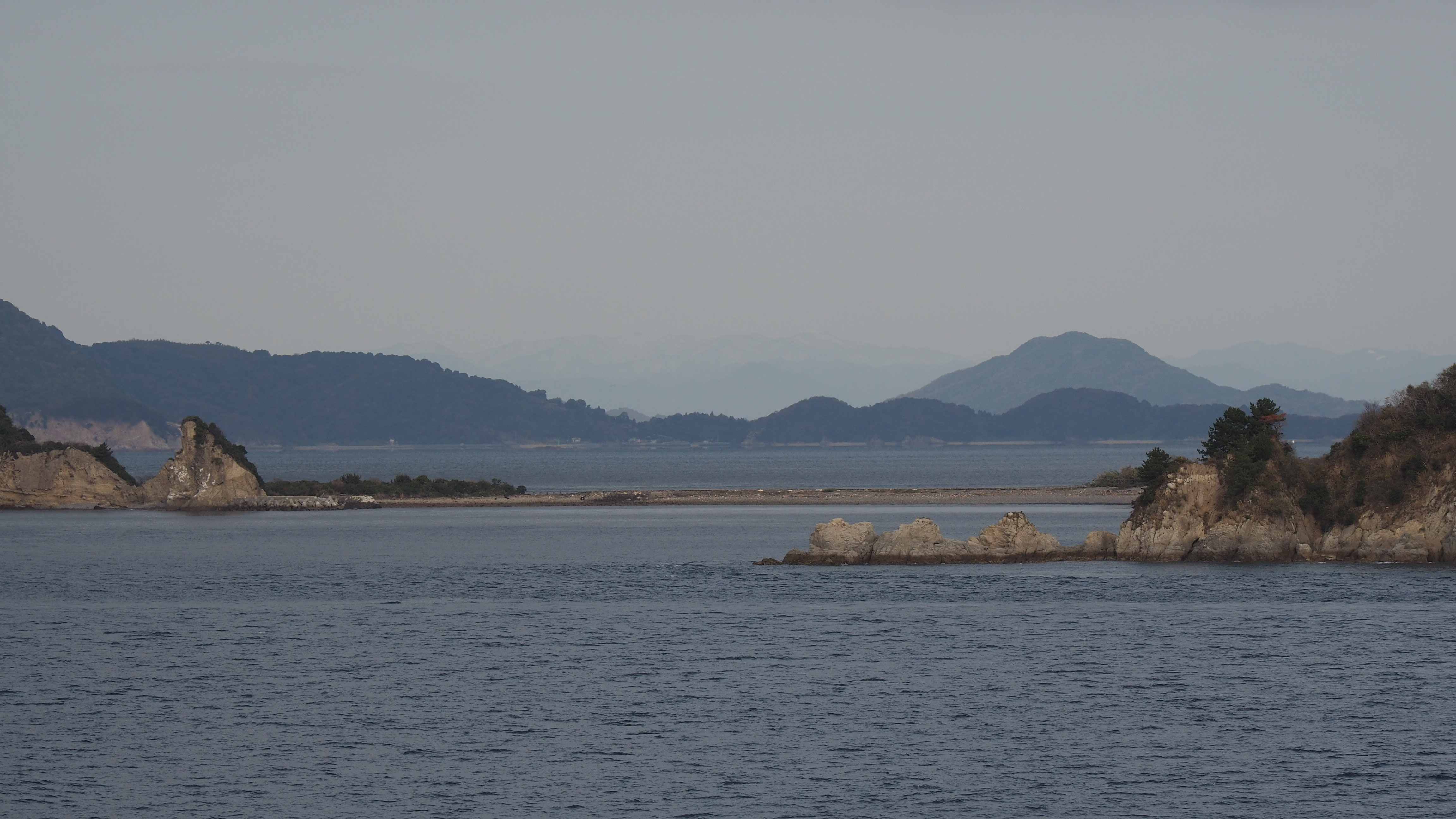
左側の小由利と右側の大由利をつなぐ砂州